# Echo of Blue
Echo of Blue  è un film del 1996 diretto da Zach Sternheimer.
È un film thriller statunitense con Lisa Lamendola, Kimber Sissons e John Rhys-Davies.

## Produzione
Il film, fu prodotto e diretto da Zach Sternheimer fu prodotto da Zach Sternheimer e girato a Richmond in Virginia.

## Distribuzione
Il film fu distribuito negli Stati Uniti nel 1996  dalla Pathfinder Pictures con il titolo Echo of Blue.